# The Boys from Syracuse
Pour plus de détails, voir Fiche technique et Distribution.
The Boys from Syracuse est un film américain musical et comique réalisé par A. Edward Sutherland. Le film, sorti en 1940, s'inspire d'une comédie musicale de 1938 portant le même titre, de Richard Rogers, elle-même étant une adaptation de la pièce La Comédie des erreurs de William Shakespeare.

## Synopsis
Les jumeaux identiques Antipholus d’Éphèse et Antipholus de Syracuse ont été séparés l’un de l’autre dans un naufrage alors qu’ils étaient enfants. Leurs serviteurs, tous deux nommés Dromio, sont également des jumeaux identiques séparés depuis longtemps. Lorsque le couple de Syracuse arrive à Éphèse, une comédie d’erreurs et d’identités erronées s’ensuit lorsque les épouses des Éphésiens, Adriana et sa servante Luce, confondent les deux étrangers avec leurs maris. La sœur d’Adriana, Luciana, et l’Antipholus de Syracuse tombent amoureux. Mais tout se termine joyeusement.

## Fiche technique
- Titre : The Boys from Syracuse
- Réalisation : A. Edward Sutherland
- Scénario : Charles Grayson (en), Paul Girard Smith et Leonard Spigelgass d'après la pièce de George Abbott et Titus Maccius Plautus adaptée de La Comédie des erreurs de William Shakespeare
- Photographie : Joseph A. Valentine
- Société de production : Universal Pictures
- Pays d'origine : États-Unis
- Format : Noir et blanc - 1,37:1 - Mono
- Genre : musical
- Durée : 73 minutes
- Date de sortie : 18 juillet 1940

## Distribution
- Allan Jones : Antipholus d'Éphèse / Antipholus de Syracuse
- Irene Hervey : Adriana
- Martha Raye : Luce
- Joe Penner :  Dromio d'Éphèse / Dromio de Syracuse
- Alan Mowbray : Angelo
- Charles Butterworth : Duc d'Éphèse
- Rosemary Lane : Phyllis
- Samuel S. Hinds : Angeen
- Spencer Charters : Turnkey
- Doris Lloyd : Femme
- Larry J. Blake : Speaker
- Bess Flowers : Femme
- Eric Blore : Pinch
- Tom Dugan : Octavius